# Rudno nad Hronom
Rudno nad Hronom (allemand : Deutschruden, hongrois : Garamrudnó) est un village de Slovaquie situé dans la région de Banská Bystrica.

## Histoire
Première mention écrite du village en 1283.

## Démographie

### Évolution de la population
| Année:               | 1994. | 2004. | 2014.   | 2024.   |
| -------------------- | ----- | ----- | ------- | ------- |
| Nombre de personnes: | 580   | 522   | 524     | 511     |
| Différence:          |       | -10 % | +0,38 % | -2,48 % |

| Année:               | 2023. | 2024.   |
| -------------------- | ----- | ------- |
| Nombre de personnes: | 522   | 511     |
| Différence:          |       | -2,10 % |